# Laodzi
Lao Cu ([ˈlaʊˈtsuː] ali [ˈlaʊˈdzʌ]; pinjin: Lao Tzu) poznan tudi kot Laodzi (mandarinščina: [làu̯.tsɨ]; kitajsko: 老子; pinjin: Laozi; pogosto prevedeno kot "Stari učitelj"), in Lao Ce ([ˈlaʊˈdzeɪ]; pinjin: Lao Tze), kitajski filozof, * 6. - 4. stoletje pr. n. št., neznano † 6. - 4. stoletje pr. n. št, neznano.
Velja za utemeljitelja taoizma, kitajske filozofske in religiozne tradicije, ki Dao, kozmično počelo, ki ureja vse dogajanje in vsako ravnanje v svetu, pojmuje kot neizrekljivo metafizično prapočelo. Pripisuje se mu avtorstvo besedila Dao De Džing (pinjin: Dao De Jing), ki podaja smisel usklajenega bivanja z Daom brez prisile in racionalne utemeljitve. V naslednjih stoletjih je posthumno pod vplivom kitajskih ljudskih verovanj in mešanja z budističnimi vplivi postal božanstvo religioznega taoizma.

## Ime
Po izročilu je Laodzijevo družinsko ime Li (李, pinjin: Lǐ), osebno ime pa Er (耳, pinjin: Ěr, bukv. uvo), vzdevek Bo Džang (伯阳, pinjin: Bó Yáng). Njegovo posthumno ime pa je Dan (聃, pinjin: Dān). Ime Lao-dzi je časten naziv: Lao (老, pinjin: Lǎo) pomeni stari, častitljiv, a karakter dzi, C’ (子, pinjin: zǐ) se dodaja kot znak spoštovanja za ime vplivnejših filozofov (npr. Kung C’, Meng C’, Džuang C’. Težava obstaja glede zapisa imena: številni načini vodijo v zmedo (Lao Cu, Lao Ce, Lao dzi, Laodzi, ...). Njegovo ime se lahko prevaja kot stari učitelj.

## Življenje
Laodzi je bil filozof in pesnik antične Kitajske. Čas njegovega življenja lahko le ocenimo in sicer naj bi živel nekje v 6. stoletju pr. n. št. Namesto v pozni Džov, ga nekateri zgodovinarji postavljajo celo v začetek obdobja vojskujočih se držav v 4. stoletju pr. n. št.
O življenju Laodzija je znanega bolj malo in tudi obstoječe podatke je težko sprejeti kot zgodovinska dejstva. Zgodovinar Sima Čjan je v 1. stol. pr. n. št. napisal njegovo biografijo, delo z naslovom Zapisi velikega zgodovinarja (史記), ki je temeljilo na predhodnih zapisih. Kljub temu pa je večina podatkov vprašljivih in jih ne moramo z gotovostjo potrditi. Laodzi naj bi bil po izročilu rojen v Kraljevini Ču, nekje v današnjem okrožju Luji v provinci Henan. Po nekaterih podatkih naj bi se celo oženil in imel sina. Delal je kot arhivar v cesarski knjižnici na dvoru dinastije Džov v takratni prestolnici Luojang, kjer je imel dostop do del legendarnega Rumenega cesarja znanega tudi kot Huang Di ter ostalih legendarnih modrih vladarjev. Čeprav ni nikoli uradno delal kot učitelj, je k njemu prihajalo mnogo učencev, s katerimi je delil znanje. Sestajal naj bi se tudi s Konfucijem, kar je imelo na slednjega močan vpliv. S svojim učenjem in delom pa Laodzi ni želel slave, temveč je deloval v skromnosti. Dolgo časa je živel na dvoru Džov, a za tem, ko je videl njegov upad, je odšel na zahod. Na severni meji Kitajske je srečal Jinšija, stražarja, ki ga je prosil, naj svoje nauke zapiše. Do takrat je namreč svoje znanje širil samo po ustnem izročilu. Tako je res napisal knjigo oz. filozofski tekst Daodedžing (Dao De Jing, Spis o poti in njeni kreposti), ki je imel na Kitajskem velik vpliv. Nihče ne ve kam je Laodzi odšel za tem, nekateri celo verjamejo, da je odšel vse do Indije, kjer naj bi bil učitelj Bude. Kasneje, s širitvijo budizma na Kitajsko, je namreč obstajalo močno rivalstvo med domorodnim taoizmom in uvoženim budizmom, čeprav taoizem ni bil nikoli uradna religija oziroma politika katere od kitajskih dinastij.
V enem od taoističnih del iz 7. stoletja Sandong Džunang (informativni prevod: Biserna vreča treh kavern) pa je predstavljena zgodba, v kateri naj bi stražar Jinši prepoznal Laodzija pri zahodnih vratih mesta ter ga prosil, če lahko postane njegov učenec, saj bi rad našel Dao. Laodzi ga je sprejel, a Jinši je moral dokazati svojo odločnost ter željo, zato mu je Laodzi dal tri leta, da izpopolni svojo vrlino Daa. Nato sta se zopet srečala ter skupaj potovala skozi vesolje in devet nebes. Laodzi je predstavljal idealnega mojstra Taoizma, Jinši pa idealnega učenca. V religioznem pomenu si lahko razlagamo Laodzija kot poosebljen Dao, ki uči ljudstvo na poti do odrešitve. Kot je razvidno v tem delu lahko opazimo že močan vpliv verskega Taoizma.

## Daodedžing
Daodedžing oz Taotečing (Spis poti in njene kreposti) je Laodzijevo delo, ki se je sprva imenovalo kar Laodzi. Delo je napisano v glavnem v pesniški obliki. Po nekaterih virih naj bi vsebovalo okrog pet tisoč kitajskih pismenk in bilo razdeljeno v dva dela, končna verzija pa vsebuje zapise tudi iz kasnejših obdobij. Vsekakor je Daodedžing  eno najpomembnejših verjetno pa tudi najstarejše delo filozofskega taoizma ter je imelo skozi zgodovino občuten vpliv na kitajsko družbo hkrati pa tudi na nekatere druge šole kitajske filozofije. Gre za eno najpopularnejših del kitajske kozmogonije.
Kot večina drugih starodavnih kitajskih filozofov tudi Laodzi svoje ideje pogosto razlaga s pomočjo paradoksa, analogij, s prevzemanjem starodavnih izrekov, ponavljanjem, simetrijo, rimo in ritmom. Pravzaprav lahko celo knjigo beremo kot analogijo - vladar je zavedanje ali jaz v meditaciji, nešteta bitja ali imperij pa so izkušnje telesa, čutov in želja.
Daodedžing, ki ga po njegovem cenjenem avtorju pogosto imenujejo preprosto Laodzi, opisuje Dao (ali Tao) kot vir in ideal vsega obstoja: je neviden, a ne transcendenten, neizmerno močan, a nadvse ponižen, saj je izvor vseh stvari. Ljudje imajo želje in svobodno voljo (in tako lahko spremenijo svojo lastno naravo). Mnogi med njimi delujejo "nenaravno" in porušijo naravno ravnovesje Tao. Tao Te Čing ima namen, učence v skladju s Tao voditi nazaj v njih naravno stanje. Na jezik in običajno modrost se gleda kritično. Taoizem ju obravnava kot nekaj pristranskega in umetnega in si pogosto pomaga s paradoksom, da izostri misel.
Livia Kohn ponuja primer, kako je Laodzi namesto ukrepanja spodbujal drugačen pristop, vrnitev k "naravi". Tehnologija lahko povzroči lažen občutek napredka. Odgovor Laodzija ni zavračanje tehnologije, temveč iskanje mirnega stanja vu vej, stanja brez želja. To se nanaša na številne izjave Laodzija, ki vladarje spodbuja, naj svoje ljudi držijo v "nevednosti" ali "preprostosti". Nekateri akademiki vztrajajo, da ta razlaga ignorira verski kontekst, drugi pa dvomijo, da bi opravičevala  filozofsko skladnost besedila. Politični nasvet Laodzija vladarjem, naj svoje ljudi držijo v nevednosti, dobesedno vzet ne bi bil nenavaden. Nekateri izrazi v besedilu, na primer "dolinski duh" (gušen) in "duša" (po), pa imajo metafizični kontekst in jih ni mogoče zlahka uskladiti s čisto etičnim branjem dela
Vu vej (無為),dobesedno "ne-ukrepanje" ali "ne-delovanje" je osrednji koncept Taotečinga. Je večplasten in večpomenski, lahko pomeni "ne delati ničesar", "ne siliti", "ne igrati" v gledališkem smislu, "ustvarjati ničnost", "delovati spontano" in "iti s trenutkom".
Gre za koncept, s katerim se razlaga dzirana (自然) ali harmonija s Taom. Vrednotne razlike so ideološke narave in da ambicije vseh vrst imajo en in isti izvor. Laodzi je izraz preprosto uporabljal s preprostostjo in ponižnostjo kot ključnima vrlinama, pogosto v nasprotju z sebičnim delovanjem. Na politični ravni pomeni izogibati se okoliščinam, kot so vojna, strogi zakoni in visoki davki. Nekateri taoisti vidijo povezavo med vu vej in ezoteričnimi praksami, kot je dzuovang, "sedeti v pozabi" (prazniti um, da se ne zaveda več telesa  in misli).

### Daoizem
Laodzi tradicionalno velja za ustanovitelja taoizma, ki je tesno povezan s Tao Te Čingom in "prvinskim" (ali "izvirnim") taoizmom. Popularni ("religiozni") taoizem običajno predstavlja cesarja kot uradno glavno božanstvo. Taoisti, kot je bila sekta Nebesnih mojstrov, navadno predstavljajo Laodzija (Laojun, "Lord Lao") in Tri čiste v vrh božanskega panteona.

## Vplivi
Džuangdzi, po tradicionalnih poročilih najslavnejši naslednik Laodzija, je imel velik vpliv na kitajsko literaturo in kulturo. Državni filozofi, na katere je vplival Laodzi, so zagovarjali ponižnost pri vodenju in zadržanost pri državnih poslih, bodisi iz etičnih in pacifističnih razlogov bodisi iz taktičnih razlogov. Po drugi strani so različna protiavtoritarna gibanja hvalila nauke Laodzija častila kot moč šibkih.
Laodzi je bil zagovornik omejene vladarske moči. Vplival je posebno na liberalno levico. Leta 1910 je Peter Aleksejevič Kropotkin v članku za Encyclopædia Britannica izjavil, da je bil Laodzi v bistvu eden prvih zagovornikov anarhističnih konceptov.  Leta 1937 je anarho-sindikalistični pisatelj Rudolf Rocker v svoji knjigi "Nationalismus und Kultur" pohvalil Laodzijevo "blago modrost"  in razumevanje nasprotij med močjo oblasti in kulturnimi dejavnostmi posameznika in družbe. Anarhisti, kot sta John P. Clark in Ursula K. Le Guin, so videli povezave med anarhizmom in daoizmom, s posebnim poudarkom na učenjih Laodzija. Le Guin v svojem poročilu o Tao Te Čingu piše, da Laodzi "politične moči ne vidi kot čarovnijo. Pokončno moč vidi kot zasluženo, lažno moč pa kot neprimerno ... žrtvovanje sebe ali drugih vidi kot okvarjeno moč;  moč je na voljo vsem, ki sledijo poti. Ne preseneča, da so si anarhisti in taoisti dobri prijatelji. " Desničarski liberalni ekonomist Murray Rothbard je menil, da je bil Laodzi prvi liberalec, ki je združil Laodzijeve ideje vlad s teorijo spontanega reda Friedricha Hayeka. James A. Dorn se je strinjal in zapisal, da je Laodzi, tako kot mnogi liberalci iz osemnajstega stoletja, "trdil, da bo najboljšo družbeno in ekonomsko harmonijo mogoče doseči, če se vloga vlade zmanjša in si posameznik spontano najde svoje mesto v družbi." Filozof Roderick Long na drugi strani trdi, da je liberalno vodilo v taoistični misli prvotno iskati pri predhodnih konfucijanskih avtorjih.
- Zahodni Han (202 p.n.št. – 9 n.št.): Konfucij in Laodzi na freski iz groba v Okraju Dongping, Šandong, Kitajska
- Detajl z iste freske
- Kamnit kip Laodzija, severno od Čuandžova, ob vznožji gore Čingjuan